# Borås Tidnings debutantpris

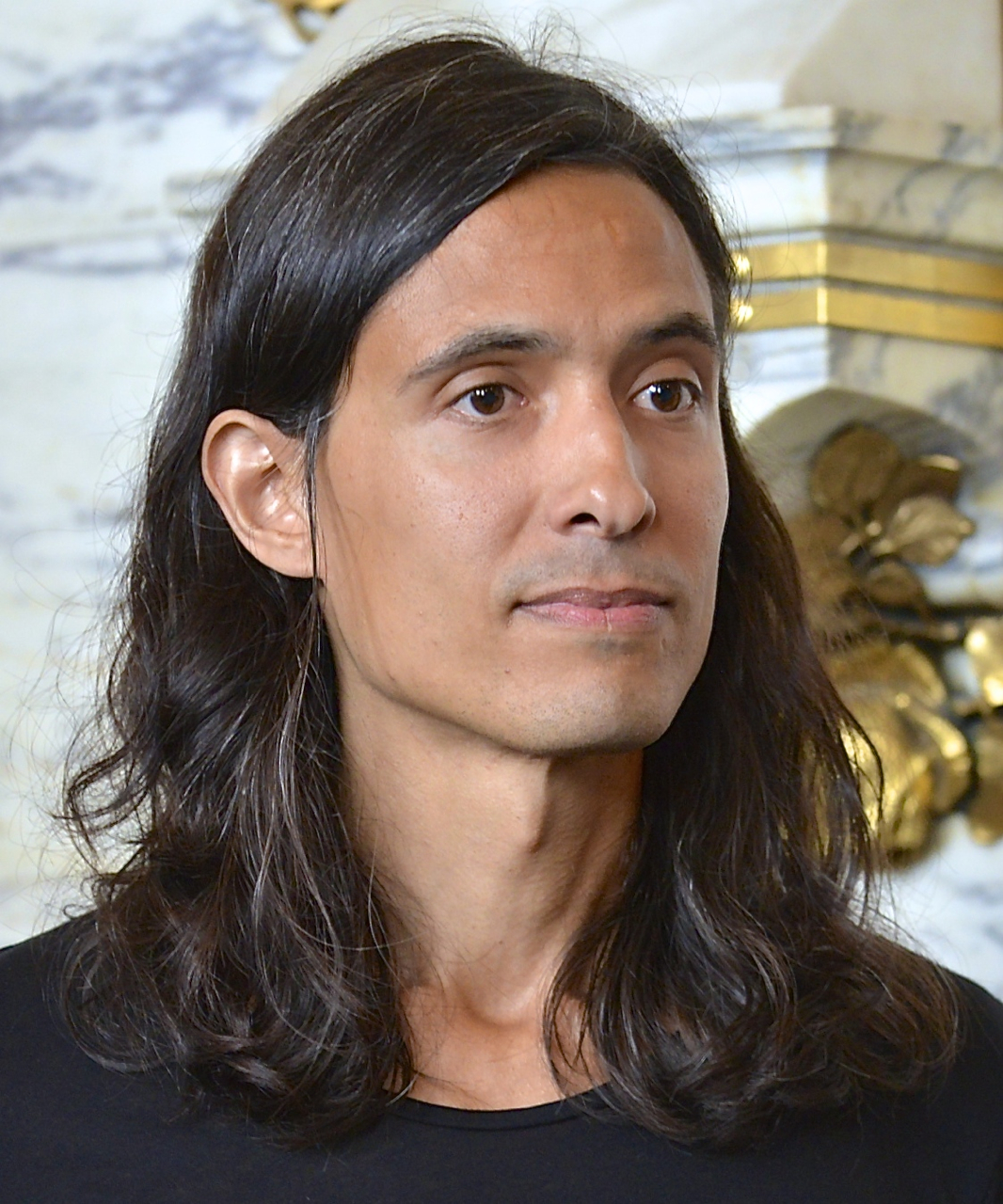
Jonas Hassen Khemiri, pristagare 2004.

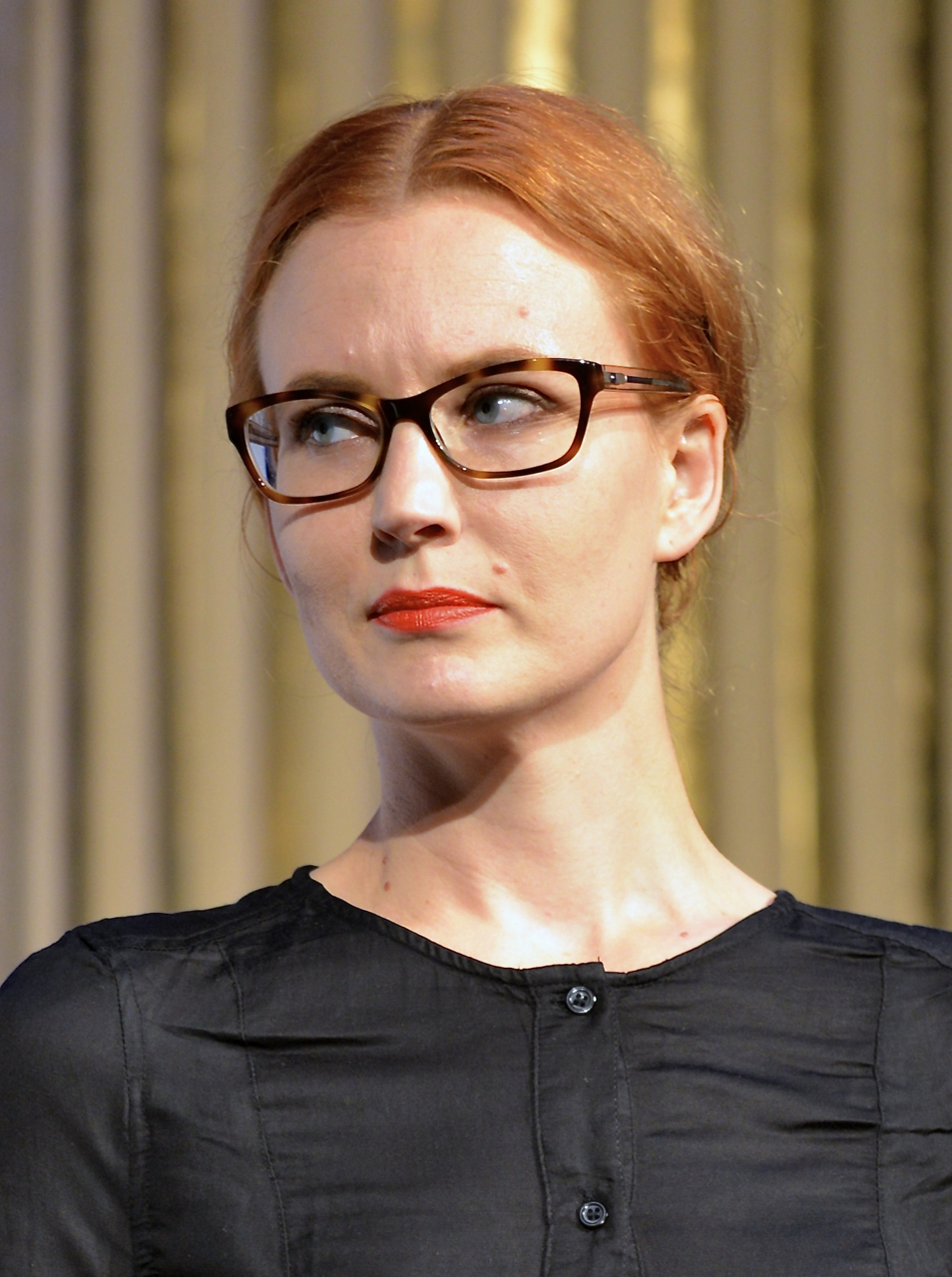
Ida Börjel, pristagare 2005.

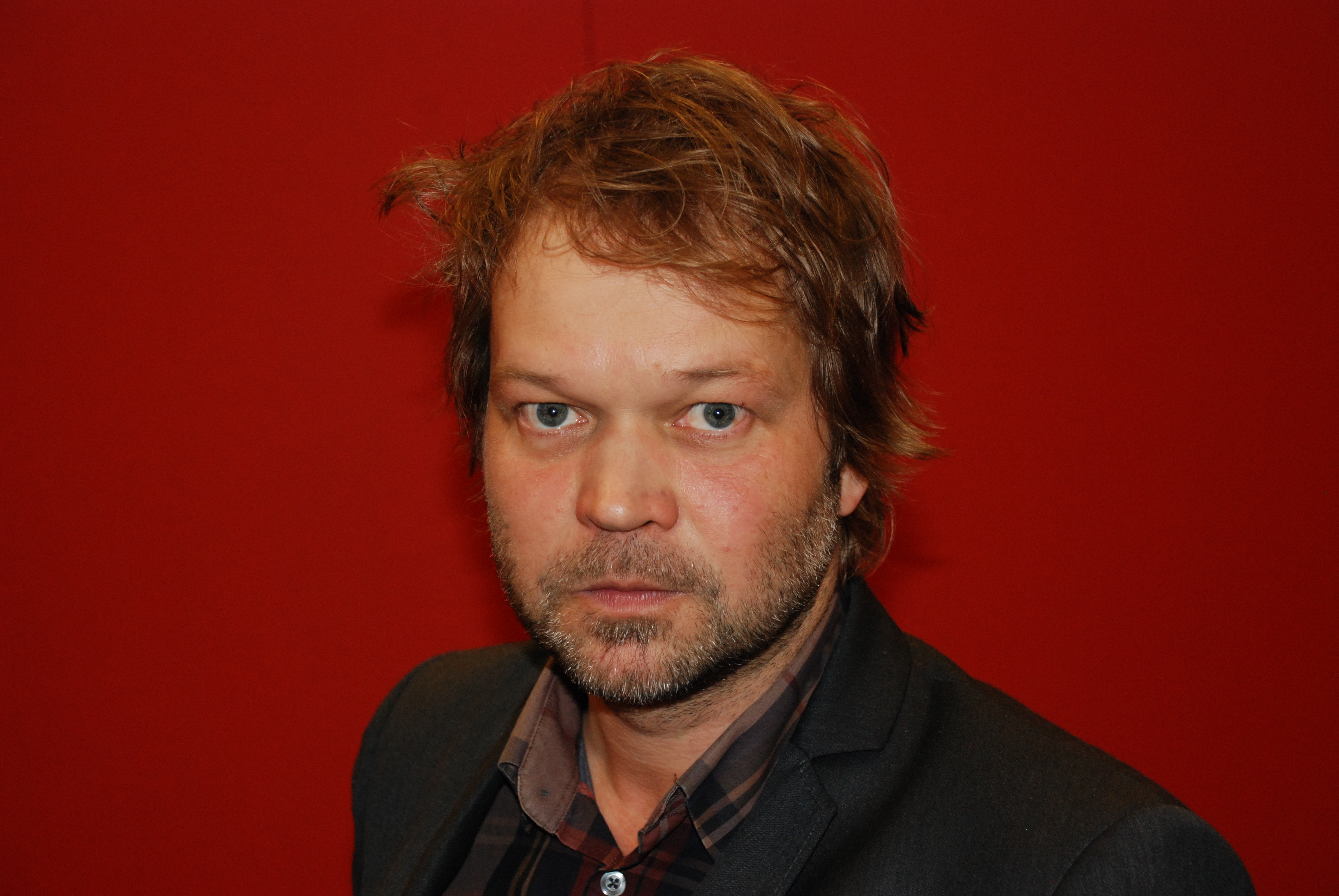
Tomas Bannerhed, pristagare 2012.

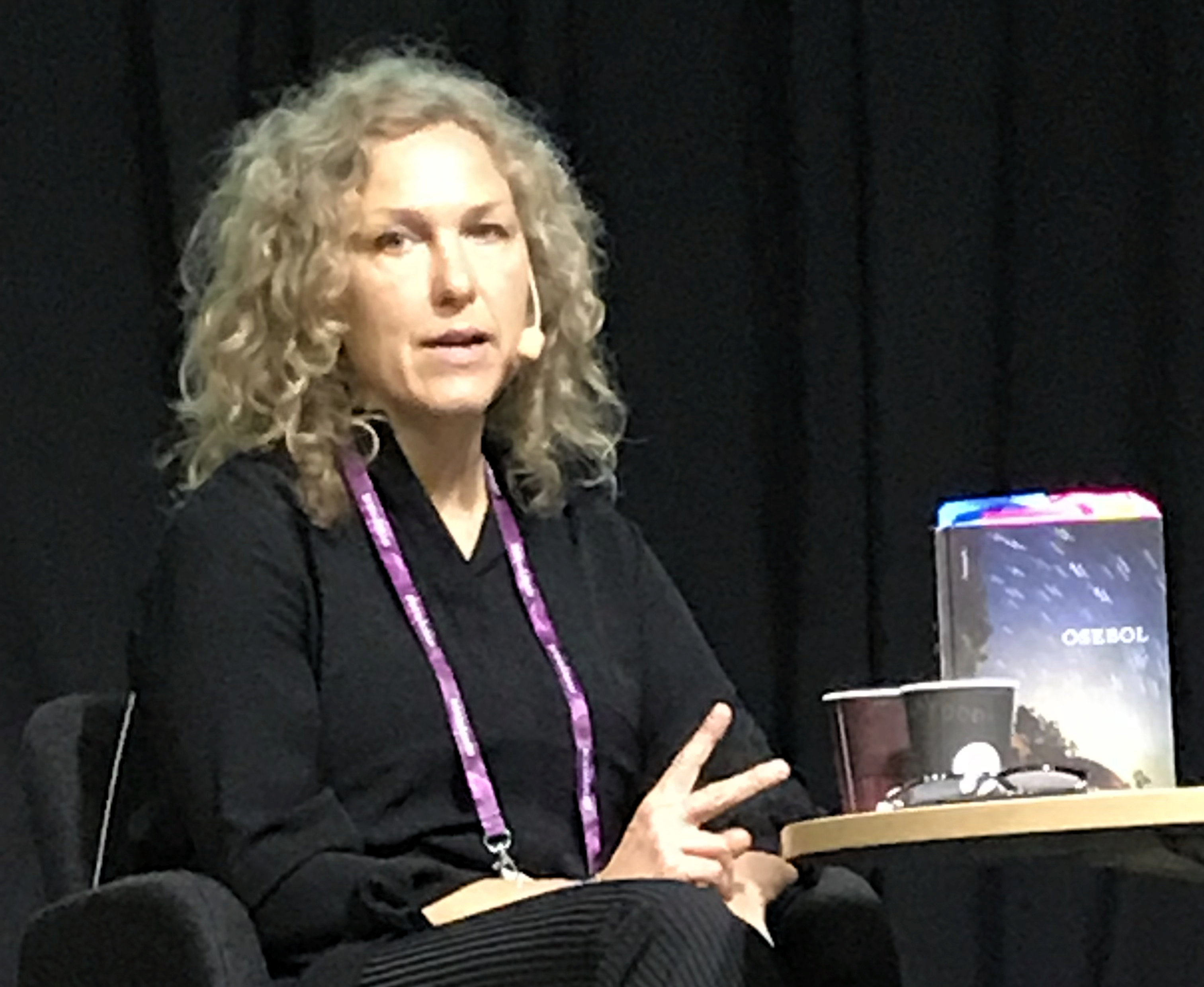
Marit Kapla, pristagare 2020.

Borås Tidnings debutantpris är ett litterärt pris på 150 000 kronor (höjdes inför priset 2020) som instiftades år 2001 av Tore G Wärenstams stiftelse. Den första mottagaren utsågs 1 mars 2001. Borås Tidning och Högskolan i Borås samarbetar om priset, som syftar till "att stödja ett författarskap som juryn anser ha förutsättningar att bli spännande och betydande".
Inför utdelningen nomineras fem författare som sedan alla bjuds in till en "debutantsprisdag" i Borås, där vinnaren sedan avslöjas.
Jury består (2021) av Aase Berg, författare och kritiker, Björn Kohlström, gymnasielärare och kritiker i Jönköpings-Posten och Linnéa Lindsköld, lärare och forskare vid Högskolan i Borås.

## Nominerade 2001–

### 2001
- Lotta Lotass för Kallkällan
- Cecilia Bornäs för Jag Jane
- Mara Lee för Kom
- Karl Johan Nilsson för Kvicksilver
- Pia Paulina Nykänen för Herbarium[3]

### 2002
- Maria Zennström för Katarinas sovjetiska upplevelser
- Mats Kolmisoppi för Jag menar nu
- Caterina Pasual Söderbaum för Sonetten om andningen
- Alejandro Leiva Wenger för Till vår ära
- Jerker Virdborg för Landhöjning två centimeter per natt[3]

### 2003
- Johan Frisk för Första gången han hörde ljuden var en onsdag
- Daniel Sjölin för Oron bror
- Malte Persson för Livet på den här planeten
- Ulrika Revenäs Strollo för Ristar in sina märken
- David Vikgren för För en framtida antropologisk forskning[4]

### 2004
- Johannes Anyuru för Det är bara gudarna som är nya
- Annika Korpi för Hevonen Häst
- Jesper Larsson för snö, tårar
- Jenny Tunedal för Hejdade, hejdade sken
- Jonas Hassen Khemiri för Ett öga rött[5]

### 2005
- Sara Stridsberg för Happy Sally
- Sara Hallström för Vi måste ha protein
- Gertrud Hellbrand för Vinthunden
- Ida Börjel för Sond
- Linda Örtenblad för Den anatomiska teatern[6]

### 2006
- Andrzej Tichý för Sex liter luft
- Elise Ingvarsson för Beror skrymmande på
- Mohamed Omar för Tregångare
- Lina Sjöberg för Resa till Port Said
- Sofia Stenström för Venus Vanish[7]

### 2007
- Susanna Alakoski för Svinalängorna
- Per Johansson för Göteborg i päls
- Fabian Kastner för Oneirine
- Martina Lowden för Allt
- Anna Schulze för Brist[8]

### 2008
- Sam Ghazi för Sömn är tyngre än vatten
- Sofia Rapp Johansson för Silverfisken
- Viktor Johansson för Kapslar
- Elise Karlsson för Fly
- Åsa Linderborg för Mig äger ingen[9]

### 2009
- Elin Boardy för Allt som återstår
- Amanda Hellberg för Styggelsen
- Sara Mannheimer för Reglerna
- Fausta Marianovic för Sista kulan sparar jag åt grannen
- Hassan Loo Sattarvandi för Still[10]

### 2010
- Susanne Axmacher för Näckrosbarnen
- Johan Kling för Människor helt utan betydelse
- Viktoria Myrén för I en familj finns inga fiender
- Henrik B. Nilsson för Den falske vännen
- Caroline Ringskog Ferrada-Noli för Naturen[11]

### 2011
- Elin Ruuth för Fara vill
- Stephan Mendel-Enk för Tre apor
- Anna Ringberg för Boys
- Eli Levén för Du är rötterna som sover vid mina fötter och håller jorden på plats
- Helena Österlund för Ordet och färgerna[12]

### 2012
- Kristofer Ahlström för Bara någon att straffa
- Tomas Bannerhed för Korparna
- Naima Chahboun för Kunskapens arkeologi
- Carolina Fredriksson för Flod
- Andrés Stoopendaal för Maskerad[13]

### 2013
- Sami Said för Väldigt sällan fin
- Susanna Lundin för Hindenburg
- Katarina Fägerskiöld för Åsen
- Lyra Ekström Lindbäck för Tillhör Lyra Ekström Lindbäck
- Elisabeth Berchtold för Marialucia[14]

### 2014
- Anna Fock för Absolut noll
- Athena Farrokhzad för Vitsvit
- Lina Hagelbäck för Violencia
- Pernilla Berglund för Tilltar
- Pål Börjesson för Gallus[15]

### 2015
- Agnes Gerner för Skall
- Maxim Grigoriev för Städer
- Negar Naseh för Under all denna vinter
- Tove Folkesson för Kalmars jägarinnor
- Åsa Foster för Man måste inte alltid tala om det[16]

### 2016
- Theodor Hildeman Togner för Ut
- Gabriel Itkes-Sznap för Tolvfingertal
- Linna Johansson för Lollo
- Stina Stoor för Bli som folk
- Anna Westphalen för Perfekt packad skit[17]

### 2017
- Elis Monteverde Burrau för Och vi fortsatte att göra något rörande
- Marit Furn för Skuggan
- Andreas Lundberg för Storm i den pelare som bär
- Thom Lundberg för För vad sorg och smärta
- Tone Schunnesson för Tripprapporter[18]

### 2018
- Isabelle Ståhl för Just nu är jag här
- David Väyrynen för Marken
- Linus de Faire för Boken om Yousef
- Viktoria Jäderling för Åh Lunargatan
- Agnes Lidbeck för Finna sig[19]

### 2019
- Emeli Bergman för Salt
- Wera von Essen för En debutants dagbok
- Hanna Rajs Lundström för Armarna
- Nino Mick för Tjugofemtusen kilometer nervtrådar
- Elin Willows för Inlandet[20]

### 2020
- Bella Batistini för Mata duvorna
- Kalle Hedström Gustafsson för Mormorordning, hägringsöar
- Marit Kapla för Osebol
- Judith Kiros för O
- Lina Rydén Reynols för Läs mina läppar[21]

### 2021
- Arazo Arif för mörkret inuti och frukten
- Hanna Johansson för Antiken[22]
- Erik Lindman Mata för Pur
- Annika Norlin för Jag ser allt du gör
- Donia Saleh för Ya Leia[23]

### 2022
- Aya Kanbar för Hyperverklighet
- Lisa Zetterdahl för Hästar
- Quynh Tran för Skugga och svalka
- Sofia Dahlén för Patient
- Ali Derwish för Saddam Husseins nya roman[24]

### 2023
- Kristoffer Appelvik Lax för och vardagen då när vi stryker och kardar seriöst
- Mimmi Jensen Gellerhed för Vaken
- Mikael Yvesand för Häng City
- Sorin Masifi för Staten systrarna dikten
- Linnéa Sjödin för Bortom Amerika[25]

### 2024
- Sanna Samuelsson för Mjölkat
- Frans Wachtmeister för Territoriella språk
- Lida Starodubtseva för En oändligt lång vår
- Ylva Gripfelt för Det gudomliga tillståndet
- Emilia Aalto för När bror dör

### 2025[26]
- Agri Ismaïl för Hyper
- Maria Bodin för Kristinafragment
- Ali Alonzo för Jag tänker bli äcklig
- Johanna Larsson för Bokstavstro
- Mattias Timander för Din vilja sitter i skogen

## Pristagare 2001–
- 2001 – Lotta Lotass för Kallkällan ("En berättelse som längs skilda men ändå sammantvinnade spår söker sig mot existensens yttersta utposter och gestaltar människans villkor på en prosa som känsligt fångar tillvarons snöpliga såväl som dess storslagna ödslighet." Borås Tidning)
- 2002 – Maria Zennström för Katarinas sovjetiska upplevelser ("En mycket formmedveten skildring av en exiltillvaro i Sovjetunionen strax före dess fall. Med en kameras torra precision fångar Zennström den filmstuderande unga huvudpersonens möten med miljöer och människor som vet att de är dömda att försvinna." Borås Tidning)
- 2003 – Daniel Sjölin för Oron bror ("En surrealistisk uppväxtskildring där perspektivet glider mellan barnets påtagliga upptäckter och den vuxne mannens erfarenhetsmättade återblickar." Borås Tidning)
- 2004 – Jonas Hassen Khemiri för Ett öga rött ("För en smart och hjärtevarm roman som drattar språket på ända och får svenskan att glänsa som om den vore ny." Borås Tidning)
- 2005 – Ida Börjel för Sond ("En orädd diktsamling som med gott humör går vilse och hittar ett egensinnigt språk att undersöka världen med." Borås Tidning)
- 2006 – Andrzej Tichý för Sex liter luft ("För en mjukt sångbar och hårt realistisk undergångsskildring." Borås Tidning)
- 2007 – Martina Lowden för Allt ("En infallsrik dagboksroman där litteraturen blir existentiell grundmateria i ett spretigt sprakande språkkonstverk som ger nytt liv åt en klassisk genre." Borås Tidning)
- 2008 – Viktor Johansson för Kapslar ("En skönt klingande diktsamling där djärvt störtande bilder ger ny kraft åt poesins eviga ämnen." Borås Tidning)
- 2009 – Sara Mannheimer för Reglerna ("För en skärvig och nervigt sårbar roman som rör sig med lätthet och humor på den glasvassa eggen mellan frihet och ångest." Borås Tidning)
- 2010 – Johan Kling för Människor helt utan betydelse ("För en drivet minimalistisk flanörroman som med blytung lätthet skärskådar tomheten i sekelslutets Stockholmsliv." Borås Tidning)
- 2011 – Helena Österlund för Ordet och färgerna ("För dikter som med förnyelsens blick öppnar gränserna mellan ordens natur, orden som natur och naturen som ord." Borås Tidning)
- 2012 – Tomas Bannerhed för romanen Korparna ("För en roman som med tyngd och trovärdighet rör sig över gränsen mellan yttre och inre landskap och med sagoton och saklighet öppnar sig mot en nära historia där utvecklingens offer ännu är oräknade." Borås Tidning)
- 2013 – Susanna Lundin för Hindenburg ("För en roman som med nyfikenhet och precision osäkrar gränserna för människans villkor och litteraturens möjligheter." Borås Tidning)
- 2014 – Anna Fock för Absolut noll ("För en roman som livfullt gestaltar mänsklig värme och kyla och visar hur stark fiktionens kraft kan vara." Borås Tidning)
- 2015 – Maxim Grigoriev för Städer ("För suggestiva och precisa noveller om urbana platser och inre landskap." Borås Tidning)
- 2016 – Stina Stoor för novellsamlingen Bli som folk ("För egensinniga och nyskapande noveller med doft av Västerbotten och wunderbaum")[27]
- 2017 – Thom Lundberg för romanen För vad sorg och smärta "för en roman som utan sentimentalitet skriver ett för Sverige nödvändigt nytt kapitel i svensk litteratur, det om resandefolkets kulturhistoria".
- 2018 – Agnes Lidbeck för romanen Finna sig ("För en knivskarp roman om konsekvenserna för hon som finner sig i den kvinnliga treenigheten: moder, älskarinna och sköterska.")
- 2019 – Wera von Essen för romanen En debutants dagbok ("För en nonchalant och stilsäker berättelse som med dagbokens logik utforskar villkor och gränser för skapande").[28]
- 2020 – Marit Kapla för diktverket Osebol ("För ett rytmiskt avlyssnande där individer bildar ett värmländskt körverk, som visar att vi hör samman")[29]
- 2021 – Erik Lindman Mata för diktverket Pur ("För ett flerdimensionellt diktverk som uppfinner en ny form åt det försvunna")[30]
- 2022 – Quynh Tran för romanen Skugga och svalka ("För en innovativ roman som uppfinner livets drömska lätthet i det svåra")[31]
- 2023 – Mikael Yvesand för romanen Häng City (För en roman som "gestaltar den riktningslösa pojkenergin mellan lek och våld")[32]
- 2024 – Sanna Samuelsson för romanen Mjölkat ("För en sinnligt realistisk roman om kärleksfull längtan med doft av gödsel")[33]
- 2025 – Ali Alonzo för diktsamlingen Jag tänker bli äcklig ("För oförutsägbara dikter som rör sig uppmärksamt i spänningsfältet av osäkrat allvar").[34]